# Cathédrale Santa Maria Assunta d'Alife
Pour les articles homonymes, voir Cathédrale Santa Maria Assunta.
La cathédrale Santa Maria Assunta (en français : cathédrale Notre-Dame-de-l'Assomption) est une église catholique romaine d'Alife, en Italie. Il s'agit de la cathédrale du diocèse d'Alife-Caiazzo.